# Acrocephalus longirostris
Espèce
Synonymes
- Turdus longirostris[1]

Statut de conservation UICN

 CR (Possibly Extinct) D : 
En danger critique
Acrocephalus longirostris, appelé communément Rousserolle de Moorea, est une espèce d'oiseaux de la famille des Acrocéphalidés, endémique des îles de la Société en Polynésie française. Elle était autrefois considérée comme une sous-espèce de Acrocephalus caffer.

## Répartition

Carte de Tahiti avec Moorea à l'ouest.

Cette espèce est présente uniquement sur l'île de Moorea dans l'archipel de la Société, qui possède une superficie de 270 km2.
Il se rencontre dans les bosquets de bambous et dans les forêts secondaires, dans les vallées fluviales et les coteaux jusqu'à 1 700 m. Il se nourrit d'insectes mais se nourrit aussi de lézards, de petits poissons, d'écrevisses, d'escargots et de nectar.

## Description
La Rousserolle de Moorea mesure environ 19 cm. C'est une grande paruline à long bec avec deux formes de couleur. La plupart des oiseaux sont jaune pâle, tachetés de brun-olive au-dessus avec une morphologie foncée, brun olive foncé. Son appel est un son dur et chuintant et son chant est une série vivante et variée de sifflets, de barattes et de gazouillis, souvent longtemps soutenue. C'est un oiseau timide et rôdeur qui est plus facilement repérable par sa voix.

## Statut
Le Acrocephalus longirostris est considéré comme probablement éteint depuis 2016 bien qu'il y ait eu au moins deux signalements non confirmés depuis 2000. Officiellement, il a été vu la dernière fois en 1987. L'absence de rapports définitifs suggère que, s'il existe, la taille de la population est probablement très faible (probablement moins de 50 individus matures). On présume qu'il a disparu en raison de la destruction de son habitat par le développement de l'énergie hydroélectrique, de la construction de routes et de l'exploitation du bambou, ainsi que de l'introduction d'espèces envahissantes telles que le Miconia calvescens, le Martin triste, et le Chat haret.